# ジャミロ・モンテイロ
ジャミロ・グレゴリー・モンテイロ・アルバレンガ（Jamiro Gregory Monteiro Alvarenga、1993年11月23日 - ）は、オランダ出身のカーボベルデ代表プロサッカー選手。ポジションはMF。メジャーリーグサッカー・サンノゼ・アースクエイクス所属。

## 経歴

### クラブ
いくつかのユースチームでのプレーを経て、2015-16シーズンにSCカンブールのトップチームに昇格した。 2015年9月のFCトゥウェンテ戦でプロデビュー。 2015年12月のSBVエクセルシオール戦でプロ初ゴールを決めた。
2017年6月、ヘラクレス・アルメロと契約を結んだ。
2018年7月、リーグ・ドゥのFCメスと3年契約を結んだ。
2019年3月、メジャーリーグサッカーのフィラデルフィア・ユニオンにレンタル移籍。2020年1月、フィラデルフィア・ユニオンに完全移籍。

### 代表
両親がカーボベルデ出身だったため、オランダ生まれながらカーボベルデ代表でのプレーを選んだ。2016年3月、アフリカネイションズカップ2017予選のモロッコ戦で代表初出場。